# Уам-Пенде
Уам-Пенде — одна з 14 префектур Центральноафриканської Республіки.
Межує на сході з префектурою Уам, на південному сході з префектурою Омбелла-Мпоко, на південному заході з префектурою Нана-Мамбере, на північному заході з Камеруном, на півночі з Чадом.
На території префектури Уам-Пенде знаходяться витоки східного рукава річки Логон, річка Пенде. На заході префектури лежать плоскогір'я Адамава з гірськими масивами.